# Duntzenheim
Duntzenheim es una localidad y comuna francesa, situada en el departamento de Bajo Rin en la región de Alsacia. Tiene una población de 544 habitantes y una densidad de 88 h/km².
- Datos: Q22807
- Multimedia: Duntzenheim / Q22807

1. ↑  Worldpostalcodes.org, código postal n.º 67270.
2. ↑  INSEE, Datos de población para el año 2012 de Duntzenheim (en francés).